# Canino (Italia)
Canino è un comune italiano di 5 027 abitanti della provincia di Viterbo nel Lazio. 

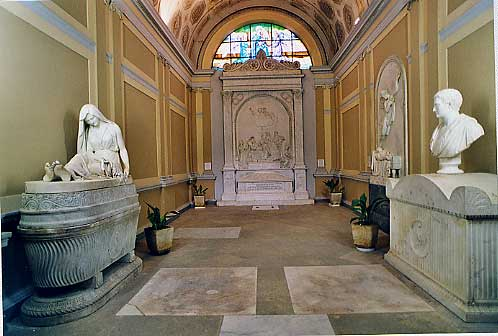
Canino - La cappella Bonaparte all'interno della chiesa collegiata

Il castello e il ponte dell'Abbadia

## Geografia fisica

### Territorio
Canino si trova nell'immediato entroterra rispetto alla costa tirrenica nella Maremma laziale, in Tuscia, a due passi dall'antica città di Vulci, situata in parte, nel suo territorio, e dalla distrutta città di Castro. Oltre ad essere in prossimità del mare, Canino è vicino al Monte Amiata e al Lago di Bolsena.
Il territorio, in gran parte collinare, degrada lentamente avvicinandosi alla costa, in direzione di Montalto di Castro; nella sua parte settentrionale, è lambito dal fiume Fiora, e in quella meridionale, per un breve tratto, dal torrente Arrone. Degne di menzione le aree collinari dei Monti di Canino e dell'Alta valle del Timone.
Poco distante dal paese si trova il piccolo lago Timone, mentre lungo il Fiora, vicino a Vulci, si trova il laghetto del Pellicone.

### Clima
Classificazione climatica: zona D, 1828 GR/G

## Storia
La storia di Canino dovette sicuramente essere collegata a quella della città etrusca di Vulci, rispetto alla quale si ritiene sia sorta come centro agricolo, per poi assurgere a ruolo di pagus. Come tutti gli altri centri che gravitavano intorno a Vulci, le fortune di Canino aumentarono con il decadimento della città etrusca che nel medioevo andò deserta.
Tra il 1214 e il 1259, Canino era alleata di Viterbo, cui aveva fatto atto di vassallaggio, mentre successivamente, fino all'inizio del XIV secolo, fu alleata di Tuscania.
Fu quidni residenza della famiglia Farnese, e proprio nel comune nacque il 28 febbraio 1468 Alessandro Farnese, in seguito diventato papa Paolo III. Qui visse e fu sepolto, insieme alla famiglia, presso la chiesa Collegiata di Canino, Luciano Bonaparte fratello di Napoleone, principe di Canino e Musignano.

### Simboli
Lo stemma e il gonfalone sono stati concessi con decreto del presidente della Repubblica del 10 novembre 1997.
Il gonfalone è un drappo di bianco.

## Monumenti e luoghi d'interesse

### Architetture religiose
- Chiesa collegiata
- Chiesa di Santa Croce
- Complesso di San Francesco

### Architetture civili
- Palazzo del Municipio, che nel tempo ha assunto anche le funzioni di Palazzo di Giustizia e Palazzo del Podestà;[4]
- Palazzo Bonaparte

### Architetture militari
- Castello dell'Abbadia, edificato a ridosso di un ponte, ponte dell'arcobaleno, costruito dai romani per attraversare una grande gola dove passa il fiume Fiora, il quale oggi divide i territori di Canino e Montalto di Castro.

### Altro
- Fontana dodecagonale Farnesiana, progettata dal Vignola;[8]

### Siti archeologici
- Vulci, antica e importante città etrusca, della quale resta una vasta area archeologica, indagata sin dal XIX secolo.

### Aree naturali
- Oasi di Vulci

## Società

### Evoluzione demografica
Abitanti censiti

## Cultura

### Istruzione

#### Musei
Museo archeologico di Vulci e Castello dell’Abbadia
Espone reperti etruschi provenienti dall'antica città di Vulci.

#### Biblioteche
- Biblioteca comunale.[11]

### Eventi
Dal 2005 a Canino si tiene il premio letterario Luciano Bonaparte principe di Canino che vuole ricordare il contributo della famiglia Bonaparte dato al Risorgimento Italiano.

## Economia
Di seguito la tabella storica elaborata dall'Istat a tema Unità locali, intesa come numero di imprese attive, ed addetti, intesi come numero addetti delle unità locali delle imprese attive (valori medi annui).
|         | 2015                  |                              |                            |                |                       |                     | 2014                  |                | 2013                  |                |
| ------- | --------------------- | ---------------------------- | -------------------------- | -------------- | --------------------- | ------------------- | --------------------- | -------------- | --------------------- | -------------- |
|         | Numero imprese attive | % Provinciale Imprese attive | % Regionale Imprese attive | Numero addetti | % Provinciale Addetti | % Regionale Addetti | Numero imprese attive | Numero addetti | Numero imprese attive | Numero addetti |
| Canino  | 384                   | 1,64%                        | 0,08%                      | 772            | 1,3%                  | 0,05%               | 384                   | 792            | 388                   | 818            |
| Viterbo | 23.371                |                              | 5,13%                      | 59.399         |                       | 3,86%               | 23.658                | 59.741         | 24.131                | 61.493         |
| Lazio   | 455.591               |                              |                            | 1.539.359      |                       |                     | 457.686               | 1.510.459      | 464.094               | 1.525.471      |

Nel 2015 le 384 imprese operanti nel territorio comunale, che rappresentavano l'1,64% del totale provinciale (23.371 imprese attive), hanno occupato 772 addetti, l'1,3% del dato provinciale (59.399 addetti); in media, ogni impresa nel 2015 ha occupato due persone (2,01).

### Agricoltura
L'economia del paese si presenta a forte vocazione agricola; le campagne del comune sono prevalentemente coltivate a grano, vite, olivo. 
L'olio extra vergine di oliva Canino, ricavato dalla varietà  canino, ha ricevuto il marchio di Denominazione di origine protetta - DOP, con Reg. CE n. 1263/96, e fa parte dell'Associazione nazionale città dell'olio
L'asparago verde di Canino ha ottenuto il marchio di Indicazione geografica tipica - IGP per la sua elevata qualità che deriva alla sua dolcezza superiore alla media e una bassa fibrosità delle parti interne, che ne permette il consumo a crudo.

## Infrastrutture e trasporti

### Strade
La principale via di comunicazione nel territorio comunale è la strada regionale 146 Castrense, che collega la costa della maremmana laziale con il lago di Bolsena, toccando il centro abitato di Canino. Segue lo stesso andamento, dalle pendici del lago alla costa, ma più a settentrione, la strada provinciale Doganella, mentre la strada provinciale dell'Abbadia, con andamento nord-sud, collega il territorio caninense a quello di Montalto di Castro, innestandosi sulla strada provinciale del Fiora poco a nord di Vulci.

## Amministrazione
Nel 1927, a seguito del riordino delle circoscrizioni provinciali stabilito dal regio decreto n. 1 del 2 gennaio 1927, per volontà del governo fascista, quando venne istituita la provincia di Viterbo, Canino passò dalla provincia di Roma a quella di Viterbo.

### Sindaci
| Periodo | Periodo   | Primo cittadino  | Partito                      | Carica  | Note |
| ------- | --------- | ---------------- | ---------------------------- | ------- | ---- |
| 1987    | 1992      | Tosca Brunori    | PCI/PDS                      | Sindaco |      |
| 1992    | 1993      | Bruno Conti      | Democrazia Cristiana         | Sindaco |      |
| 1993    | 1997      | Elio Moscatelli  | PSDI                         | Sindaco |      |
| 1997    | 2001      | Stefano Gregni   | centrodestra                 | Sindaco |      |
| 2001    | 2011      | Lina Novelli     | Partito Democratico          | Sindaco |      |
| 2011    | 2016      | Mauro Pucci      | lista civica                 | Sindaco |      |
| 2016    | 2021      | Lina Novelli     | Partito Democratico          | Sindaco |      |
| 2021    | in carica | Giuseppe Cesetti | lista civica di centrodestra | Sindaco |      |

## Sport

### Calcio
- Pro Alba Canino che milita nei campionati dilettantistici del Lazio[16].